# Francesco Guitti
Francesco Guitti (Ferrara, 1600 ca. – Ferrara, 15 maggio 1640) è stato un architetto e scenografo italiano.

## Biografia
Le fonti storiche si occuparono di lui soprattutto per la sua attività di curatore di feste e tornei a Ferrara, Parma e Roma tra il 1626 e il 1638, mentre come architetto proseguì i lavori di Aleotti, di cui fu allievo.
Se come scenografo si distinse per aver ampliato la tipologia di scene, da quella "tragica", già in auge ai suoi tempi, fino a quelle "marittima", "infernale", ecc., si mise soprattutto in luce e divenne celebre come creatore di articolate macchine sceniche che avevano lo scopo di stupire gli spettatori, quali principi e sovrani, con effetti speciali straordinari ed imprevedibili, quali mutazioni a vista, apoteosi e apparizioni.
Sono giunti fino a noi documenti, spesso redatti da Guitti, che testimoniano, grazie ai disegni e alle incisioni, la bravura dell'artista inventore, dovuta alle mirabili sue competenze della tecnologia militare, rese necessarie dall'evoluzione della programmazione degli spettacoli e dai loro sempre più complessi e fulminei cambi di scena.
Nel 1628 curò la parte scenica in funzione del matrimonio del duca di Parma, presso il teatro Farnese, inaugurato proprio per l'occasione, con lo spettacolo Torneo di Mercurio e Marte, (libretto di Claudio Achillini, musica di Claudio Monteverdi).
Tra le sue scenografie più famose, sono ricordate quella per la Corsa del saracino in Piazza Navona a Roma, nel 1634, trasformata per l'occasione in un vero e proprio teatro all'aperto e quella per il torneo La discordia superata a Ferrara, nel 1635.
Guitti si distinse per la versatilità, grazie alla quale si dedicò anche alla letteratura, alla scrittura di sonetti e di componimenti poetici, talvolta inseriti nelle opere a cui collaborò.
Fu membro delle accademie ferraresi degli Intrepidi, degli Ingegnosi e dei Tenebrosi.

Morì a Ferrara il 16 maggio 1640 e fu sepolto nella chiesa di S. Paolo.